# ボーロ
ボーロ (bolo) とは、ポルトガル語においてはケーキを主とする菓子の総称であり、特定の菓子の名前ではない。ただ、日本語においては小麦粉、砂糖、鶏卵、牛乳を材料とした南蛮焼き菓子の事を指す。このほか小児用の菓子として衛生ボーロがあるが、馬鈴薯澱粉を主原料とする澱粉質食品である。

## 日本での歴史
日本には16世紀に伝えられ、江戸時代の『古今名物御前菓子秘伝抄』などの菓子の製法書に製法が残されているものの、当時は材料として鶏卵は用いられていなかった。その後、次第に材料に胡麻や大豆などを用いる工夫も重ねられ、造形も王冠状、あるいは花びらのような形に成形された花ぼうろとして親しまれていた様子が『名代干菓子山殿』や『小紋裁』に記述されている。しかし、花ぼうろは成形の手間などから次第に廃れ、2016年現在その痕跡は沖縄県の花ボウルとして見るに留まる。

## 日本のボーロの材料

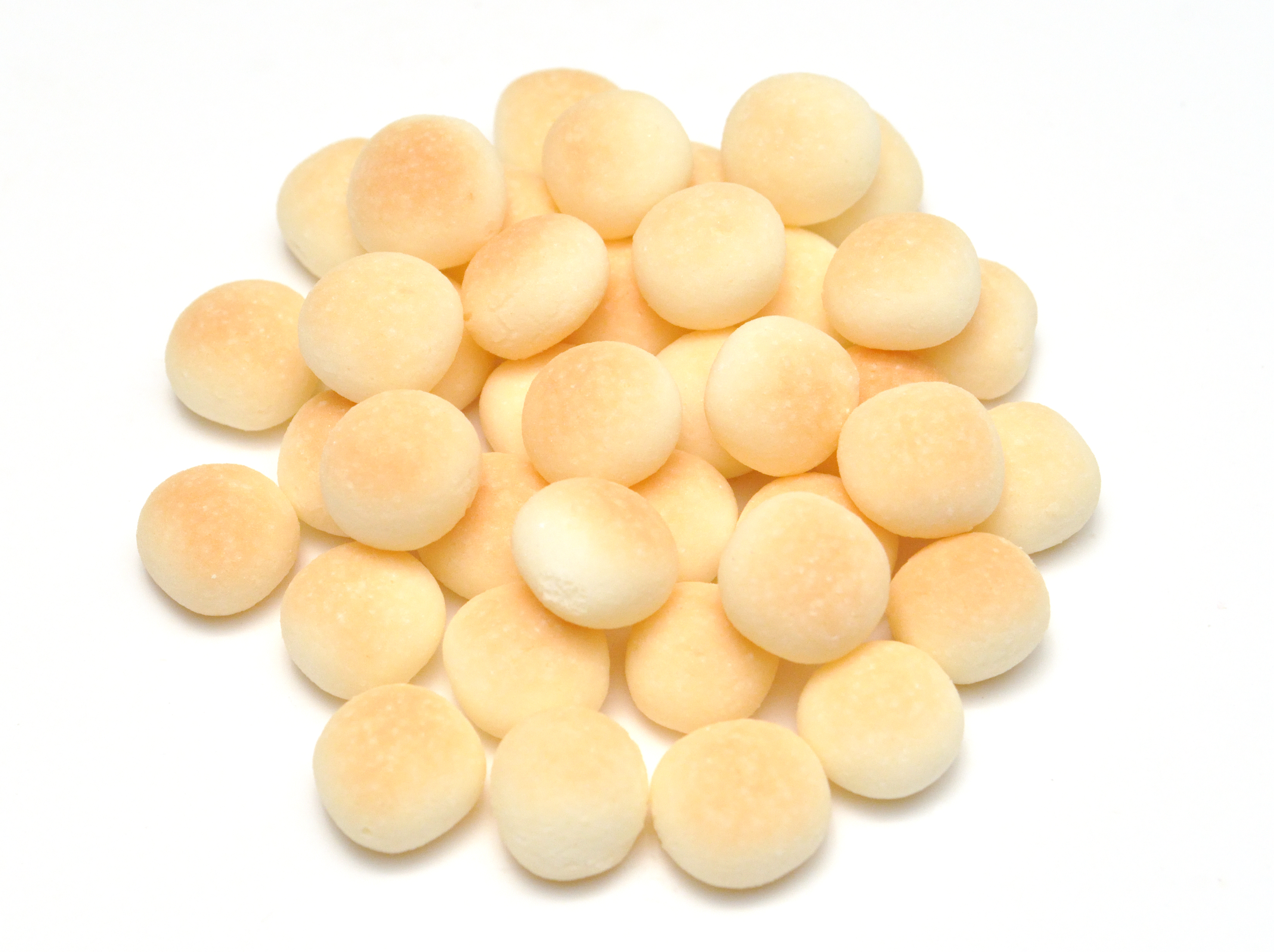
たまごボーロ

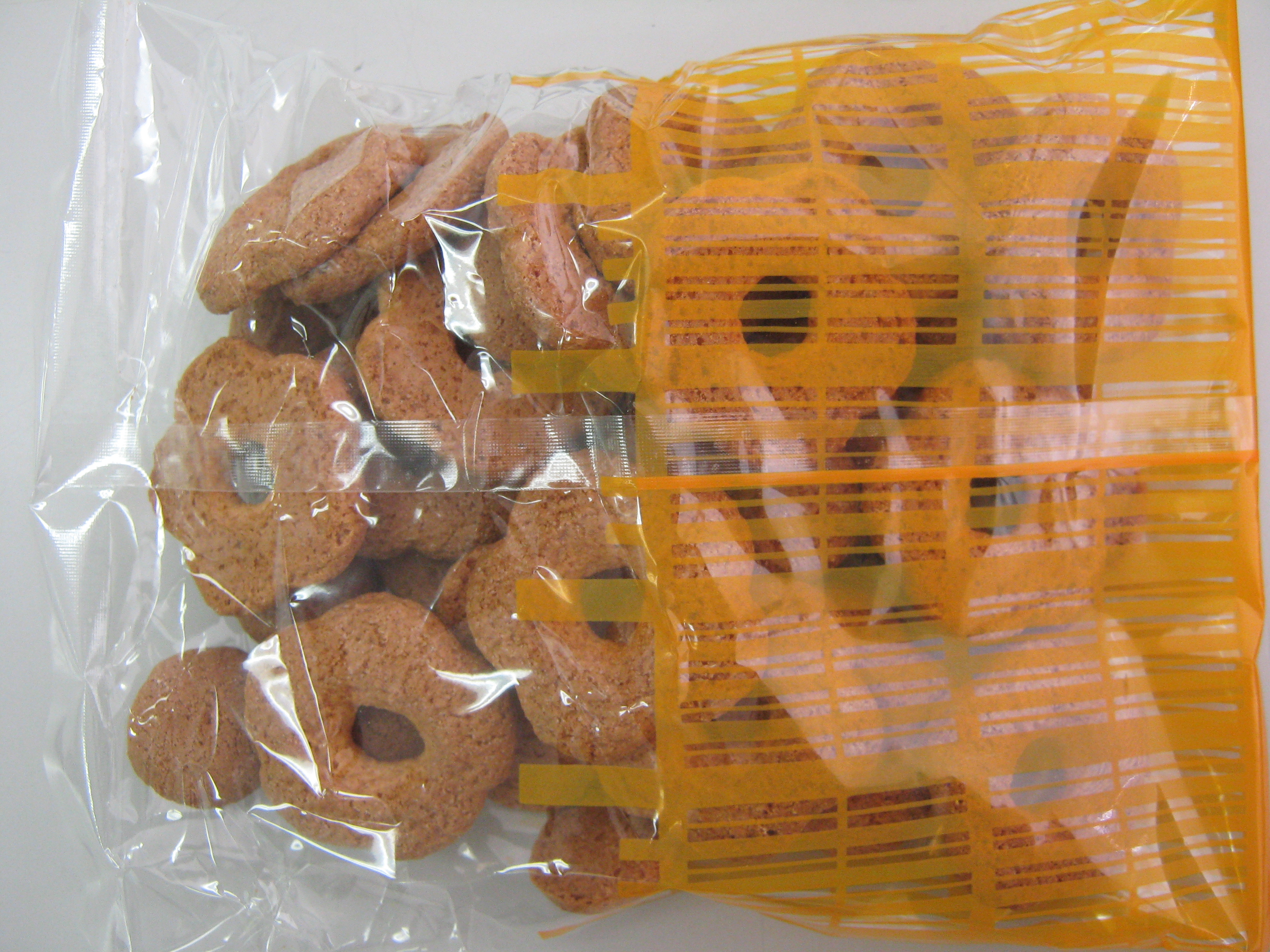
蕎麦ほうる

日本のボーロは、小麦粉の他にも、そば粉や片栗粉を主原料にする場合がある。これらの粉に、鶏卵、砂糖などを加え、場合によっては膨張剤も添加してから捏ね、成型してから焼き上げる。一般的にはカリッとした軽い歯ざわりと、口中で溶ける食感が特徴である。しかし、中にはカステラのように、しっとり焼き上げた物も見られる。形は、丸めてから平たくした物や、小粒の物など様々である。

## 地域の土産物
「丸ぼうろ」は佐賀市の銘菓であり、佐賀を始めとする九州の土産菓子として有名である。
「蕎麦ぼうろ」は京菓子であり、南蛮菓子のボーロが、京都に根付くとともに蕎麦粉と卵を加え、和菓子として進化したものである。

## 衛生ボーロ
衛生ボーロは小児用の菓子で馬鈴薯澱粉に砂糖、鶏卵、水飴、練乳などを加えて製造される。